# MGM-51 Shillelagh

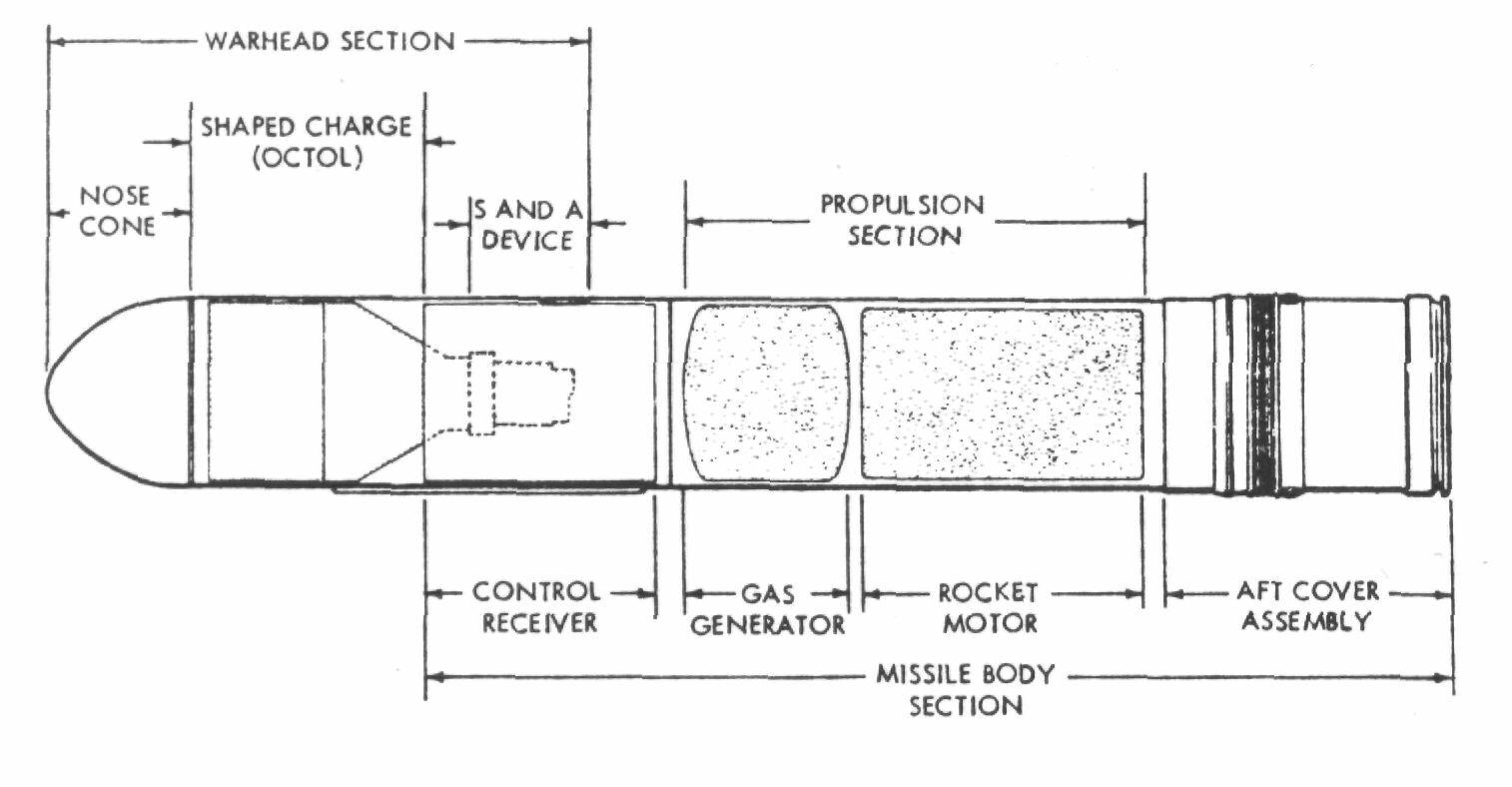
En schematisk bild av en MGM-51 Shillelagh i genomskärning.

MGM-51 Shillelagh var en amerikansk pansarvärnsrobot avsedd att avfyras ur eldröret på en kanon. Namnet Shillelagh [ʃəˈleɪli-lə] är iriskt och betyder knölpåk.

## Historia

### Utveckling
1958 startade ett utvecklingsprogram kallat Combat Vehicle Weapon System som syftade till att utveckla vapen och stridsfordon för framtidens slagfält. Eftersom genomslagsförmågan för en laddning med riktad sprängverkan är proportionell mot dess diameter valde man att satsa på en grovkalibrig lågtryckskanon som kunde skjuta pansarspränggranater mot mål på kort håll och pansarvärnsrobotar mot mål på längre avstånd.
Fords design XM13 valdes som pansarvärnsrobot för systemet och de första provskjutningarna ägde rum 1960/1961. Produktion i begränsad skala av den första modellen MGM-51A började 1964. USA:s armé var dock inte nöjd med den korta räckvidden och Ford började därför att utveckla en något längre och tyngre robot som fick beteckningen MGM-51B. Under provskjutningarna visade det sig snart att eldröret försvagades och sprack i det styrspår som frästs ut för att roboten inte skulle börja spinna. För att åtgärda problemet gjordes styrspåret grundare och robotarnas styrtappar måste därför kortas av i motsvarande grad. Robotarna med kort styrtapp betecknades MGM-51C och blev den huvudsakliga produktionsmodellen.

### Vietnamkriget
Under Vietnamkriget ingick MGM-51 Shillelagh i ammunitionsförrådet på stridsvagnarna M60A2 Starship (13 robotar) och M551 Sheridan (8 robotar). Inga robotar kom dock att avfyras i strid. Dels i brist på värdiga mål, dels på grund av att den långa minimiräckvidden (ca 700 meter) omöjliggjorde skott.

### Kuwaitkriget
Efter Iraks invasion av Kuwait inleddes Operation Desert Shield där amerikanska trupper snabbt förflyttades till Saudiarabien för att hindra irakiska styrkor från att fortsätta söderut. Ett av de första förbanden som anlände var 82. Luftburna Divisionen som var det enda förband som fortfarande använde den lätta stridsvagnen M551 Sheridan och Shillelagh-robotar. Under Kuwaitkriget avfyrades ett halvdussin robotar mot irakiska bunkrar.

## Varianter
- MGM-51A – Första produktionsmodellen med 2000 meters räckvidd.
- MGM-51B – Längre och tyngre variant med 3000 meters räckvidd. Samtliga konverterade till MGM-51C mellan augusti 1968 och februari 1969.
- MGM-51C – Huvudsaklig produktionsmodell med kortare spårtapp.